# Ло (река)
Ло (фр. Lot, произносится /lɔt/, окс. Òlt / Òut, произносится /ɔt/, /ɔwt/) — река во Франции.
Находится на юге Франции. Ло является одним из крупных притоков реки Гаронна. Исток находится в Центральном массиве Франции, в департаменте Лозер, к востоку от Манда. Главные притоки: Трюйер, Селе. Длина 481 км, средний расход воды 155 м³/с. Площадь бассейна 11254 км². Течение реки по направлению с востока на запад. Река Ло с зимним паводком, с декабря по март включительно, максимум в январе-феврале. Самый низкий уровень воды в реке летом, в период с июля по сентябрь включительно.